# Округ Мејкон (Алабама)
Округ Мејкон (енгл. Macon County) је округ у америчкој савезној држави Алабама. По попису из 2010. године број становника је 21.452. Седиште округа је град Таскиги.

## Демографија
Према попису становништва из 2010. у округу је живело 21.452 становника, што је 2.653 (11,0%) становника мање него 2000. године.
| Група             | 2000.          | 2010.          |
| Белци             | 3.331 (13,8%)  | 3.267 (15,2%)  |
| Афроамериканци    | 20.403 (84,6%) | 17.729 (82,6%) |
| Азијати           | 91 (0,4%)      | 76 (0,4%)      |
| Хиспаноамериканци | 173 (0,7%)     | 232 (1,1%)     |
| Укупно            | 24.105         | 21.452         |